# Chasm
 (juillet 2017).
Si vous disposez d'ouvrages ou d'articles de référence ou si vous connaissez des sites web de qualité traitant du thème abordé ici, merci de compléter l'article en donnant les références utiles à sa vérifiabilité et en les liant à la section « Notes et références ».
Albums de Ryūichi Sakamoto
Vrioon
(2002) Moto.tronic
(2004)
Singles
1. Undercooled
Sortie : 21 janvier 2004

Pour les articles homonymes, voir Chasm (homonymie).
Chasm est un album de musique réalisé par le pianiste et compositeur japonais Ryūichi Sakamoto. Une version japonaise et une version internationale sont publiées en CD, ainsi qu'une édition vinyle, en 2004.

## Présentation
L'album est expérimental, associant le travail de piano de Sakamoto à la programmation ambient et glitch. Notamment, les anciens compagnons du groupe de Sakamoto, du Yellow Magic Orchestra, Haruomi Hosono et Yukihiro Takahashi, contribuent à plusieurs chansons sous leur propre nom de production, Sketch Show (en).
"Coro" est présenté sur la bande originale du film d'animation japonais Appleseed, tandis que World Citizen: I Won't Be Disappointed et Only Love Can Conquer Hate sont présentés dans le film Babel (2006).
La version originale de Ngo, présentée sur le single Undercooled, est utilisée dans une publicité télévisée pour l'équipementier sportif américain New Balance.
Quant au titre Seven Samurai (ending theme), il est extrait de la partition de Sakamoto pour le jeu PlayStation 2 Seven Samurai 20XX.
L'édition américaine de l'album remplace The Land Song par les deux morceaux Song et Word.
Une seule édition de vinyle est également publiée, contenant dix des quatorze chansons originales.

### Composition des morceaux
Toutes les pistes sont composées par Ryūichi Sakamoto.
Le rappeur coréen DJ Sniper participe au titre Undercooled , écrivant les paroles et chantant sur le thème de la liberté et de la paix.
Arto Lindsay s'associe à Sakamoto pour écrire les paroles de War & Peace.
Les chansons World Citizen: I Won't Be Disappointed (Looped Piano) et World Citizen (Re-cycled) disposent de paroles de David Sylvian.
Les paroles de Ngo (Bitmix) sont traduites du portugais brésilien par Maúcha Adnet.

## Liste des titres

### Éditionjaponaiseoriginale
Toute la musique est composée par Ryūichi Sakamoto.
| 1.    | Undercooled                                                    | 4:32 |
| 2.    | Coro                                                           | 4:05 |
| 3.    | War & Peace                                                    | 5:32 |
| 4.    | Chasm                                                          | 3:30 |
| 5.    | World Citizen: I Won't Be Disappointed (Looped Piano)          | 6:04 |
| 6.    | Only Love Can Conquer Hate                                     | 9:47 |
| 7.    | Ngo (Bitmix)                                                   | 5:11 |
| 8.    | Break With                                                     | 4:35 |
| 9.    | +pantonal                                                      | 3:59 |
| 10.   | The Land Song: Music for Artelligent City (One Winter Day mix) | 5:09 |
| 11.   | 20 Msec.                                                       | 5:32 |
| 12.   | Laménto                                                        | 3:43 |
| 13.   | World Citizen (Re-cycled)                                      | 4:58 |
| 14.   | Seven Samurai (Ending Theme)                                   | 5:41 |
| 72:17 |                                                                |      |

### Édition internationaledigipack
Dans l'édition internationale, les 9 premiers titres sont identiques, en contenu et en durée, à la version originale japonaise.
Toutes les chansons sont écrites et composées par Ryūichi Sakamoto.
| 10.   | 20 Msec.                     | 5:32 |
| 11.   | Laménto                      | 3:43 |
| 12.   | World Citizen (Re-cycled)    | 4:58 |
| 13.   | Song                         | 4:30 |
| 14.   | Word                         | 5:00 |
| 15.   | Seven Samurai (Ending Theme) | 5:40 |
| 76:33 |                              |      |

### Édition vinyle LP
| No  | Titre                                                          | Durée |
| --- | -------------------------------------------------------------- | ----- |
|     | 'Face A'                                                       |       |
| A1. | Undercooled                                                    | 4:32  |
| A2. | Coro                                                           | 4:05  |
| A3. | War & Peace                                                    | 5:32  |
| A4. | Chasm                                                          | 3:30  |
| A5. | World Citizen: I Won't Be Disappointed (Looped Piano)          | 6:04  |
| A6. | Ngo (Bitmix)                                                   | 5:11  |
|     | 'Face B'                                                       |       |
| B1. | +pantonal                                                      | 3:59  |
| B2. | The Land Song: Music for Artelligent City (One Winter Day mix) | 5:09  |
| B3. | 20 Msec.                                                       | 5:32  |
| B4. | World Citizen (Re-cycled)                                      | 4:58  |
| B5. | Seven Samurai (Ending Theme)                                   | 5:40  |

## Crédits

### Équipes technique et production
- Production : Ryūichi Sakamoto
- Production (associié), directeur de la création : Norika Sora
- Producteur délégué : Hiroshi Inagaki, Ryūichi Sakamoto, Takashi Yoshida
- Direction de production : Evan Balmer
- Mastering : Ted Jensen
- Mixage, ingénierie : Fernando Aponte, Ryūichi Sakamoto
- Ingénierie (additionnelle) : Atsushi Matsui, Hanae Saito, Hiroshi Haraguchi, Hiroyuki Sukano, Jason Stasium, Kim Chull Soon, Tatsuo Sekine, Tomoyuki Tanaka, Toyoaki Mishima
- Direction artistique, Design : Hideki Nakajima
- Product Manager : Akiko Kato
- Design : Masami Furuta
- Illustration : Hiroshi Saito
- Photographie : Yurie Nagashima
- A&R : Satoshi Nakashiro, Makiko Baba